# Conte di Rochford
Conte di Rochford  (in inglese: Earl of Rochford) era un titolo ereditario della nobiltà britannica nella Parìa inglese (Pari d'Inghilterra).

## Storia

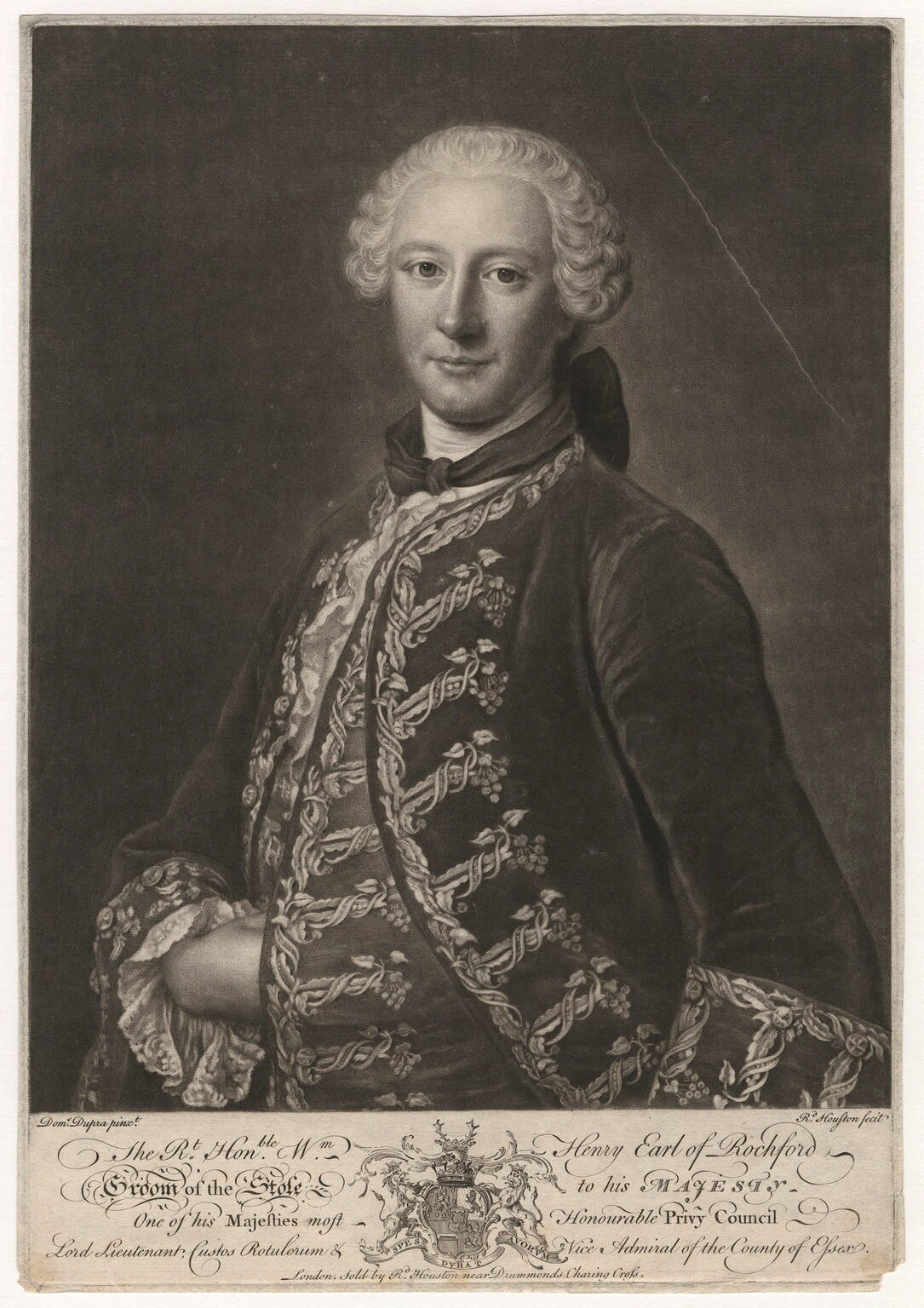
Il IV conte di Rochford.

Il titolo venne creato nel 1695 per Guglielmo di Nassau-Zuylestein, uno dei più fidati uomini di Guglielmo d'Orange nonché suo cugino. Venne creato anche Visconte Tunbridge come titolo di cortesia, sempre nella parìa d'Inghilterra. Questi era figlio di Federico di Nassau-Zuylestein, figlio naturale del principe Federico Enrico d'Orange. Zuylestein venne inviato in Inghilterra nel 1687 e nuovamente nel 1688 per riferire al cugino in Olanda poi la situazione generale del regno inglese, ormai agli sgoccioli in quanto a tolleranza nei confronti di Giacomo II Stuart. Nel 1688 salpò con il principe per la famosa spedizione che diede inizio alla Gloriosa Rivoluzione. Dopo la rivoluzione venne naturalizzato inglese e prestò servizio col re sul campo, venendo elevato nella parìa inglese nel 1695. Venne succeduto da suo figlio Guglielmo, II conte, che rimase ucciso nel corso della Battaglia di Almenar, e pertanto i titoli passarono ad un altro suo figlio, Federico, il III conte. Il figlio di Federico, Guglielmo Enrico, IV conte, fu un diplomatico e uomo di stato. Acquisita esperienza come ambasciatore presso la corte di Torino tra il 1749 ed il 1753, fu ambasciatore a Madrid dal 1763 al 1766 e poi a Parigi dal 1766 al 1768. Dal 1768 al 1775 fu uno dei segretari di stato. Non lasciò eredi e quando morì il 28 settembre 1781, venne succeduto da suo nipote, Guglielmo Enrico, V conte. Il titolo si estinse alla morti di quest'ultimo nel settembre del 1830. Le residenze dei conti di Rochford si trovavano nel Suffolk e nell'Essex, ma la loro residenza principale era posta nel Priorato di St Osyth in quest'ultima contea.
Vi è anche da segnalare che Henry FitzJames, figlio illegittimo di Giacomo II, venne creato Duca di Albemarle assieme ai titoli sussidiari di conte di Rochford e Barone Romney, da suo padre il 13 gennaio 1696 nella Parìa giacobita, non riconosciuta dal regno d'Inghilterra.

## Conti di Rochford (1695)
- Guglielmo di Nassau-Zuylestein, I conte di Rochford (1649–1709)
- Guglielmo di Nassau-Zuylestein, II conte di Rochford (1682–1710)
- Federico di Nassau-Zuylestein, III conte di Rochford (1683–1738)
- Guglielmo Enrico di Nassau-Zuylestein, IV conte di Rochford (1717–1781)
- Guglielmo Enrico di Nassau-Zuylestein, V conte di Rochford (1754–1830)